# Wuchale (woreda)
Cet article concerne un district du centre de l'Éthiopie. Pour la ville du nord de l'Éthiopie, voir Wuchale et Traité de Wouchalé.
Wuchale (en oromo : Wucaalee) est un woreda du centre de l'Éthiopie situé dans la zone Nord Shewa de la région Oromia. Partie nord-ouest de l'ancien woreda Wuchalena Jido, Wuchale a 97 529 habitants en 2007 et son centre administratif est Muke Turi.
Wuchalena Jido s'est scindé entre Wuchale et son voisin Jida au plus tard en 2007,.
| Ensaro        |         | Siyadebrina Wayu |
| Debre Libanos | Wuchale | Abichuna Gne'a   |
| Yaya Gulele   | Sululta | Jida             |

Muke Turi, le centre administratif du woreda Wuchale, se trouve environ 75 km au nord d'Addis-Abeba,, sur la route en direction de Baher Dar. Un embranchement en part vers Lemi dans le woreda Ensaro de la région Amhara.
Le recensement national de 2007 fait état pour Wuchale d'une population de 97 529 habitants dont 7 % de citadins qui sont les 6 426 habitants de Muke Turi.
La plupart des habitants (98 %) sont orthodoxes, 1 % sont musulmans et 0,5 % sont protestants.
En 2022, sa population est estimée à 140 693 personnes avec une densité de population de 156 personnes par km2 et 904 km2 de superficie.